# Seza Paker
Pour les articles homonymes, voir Paker.
Ne doit pas être confondu avec Sean Parker.
Seza Paker, née en 1955 à İstanbul (Turquie) est une artiste de nationalité turque et française,.

## Biographie
Elle a étudié à l'École nationale supérieure des beaux-arts et à l'École Camondo à Paris,.

## Expositions

### Expositions individuelles
- 2019 ‘Passing By’, Galerist, Istanbul, Turquie
- 2015 ‘Absinthe’, Galerist, Istanbul, Turquie
- 2012 ‘Sea of Tranquility’, Galerist, Istanbul,Turquie
- 2012 ‘Ekoloji IV: Nuit de Jour (Night’s Day)’, Şekerbank Açık Ekran, Istanbul, Turquie
- 2006 ‘Untitled (How Are You ?)’, Galerist, Istanbul, Turquie
- 2002 ‘Camouflage’, Galerist, Istanbul, Turquie
- 2001 ‘To Begin with: Different Approaches to Drawing’, Kasa Gallery, University of Sabanci, Istanbul, Turquie
- 1999 ‘Concealment and Clarity’, Selçuk Yasar Art Gallery, Academy, Istanbul, Turquie

### Expositions collectives
- 2019 ‘What Time Is It?’, Arter, Istanbul, Turkey
- 2017 ‘Murmuring’, Museum and Galleries of Ljubljana, Ljubljana, Slovenia
- ‘33rd Anniversary Exhibition’, Gallery Siyah Beyaz, Ankara, Turkey 2016 ‘States of Portraits’, Açıkekran Levent, Istanbul, Turquie
- 2014 ‘Lines and Flights’, Şekerbank Açık Ekran, Istanbul, Turquie
- 2012 ‘Through the roadblocks’, NeMe Art Center, Republic of Cyprus
- 2012 ‘Encounters: Turkish Contemporary Art in Korea’, ARA Art Square, Seoul, Korea
- 2011 ‘Sürekli Çeşitlenmeler’, Akbank Art Center, Istanbul, Turquie
- 2011 ‘Animated Images (Hareketli Resimler)’, Şekerbank Açık Ekran, Istanbul, Turquie
- 2010 ‘(Istanbul) Transit-Topos’, Akbank Art Center, Istanbul, Turquie
- 2010 ‘Nomos and Physis’, UQAM, Montreal, Canada   2010 (Istanbul) TRANSIT’, Passage de Retz, Paris, France
- 2009 ‘Kasıntı Sopası’, Aktif Proje (Special Exhibition Tour 2009-2010), İstanbul
- 2009 ‘Variations Continues avec Ayse Erkmen, Füsun Onur, et Seza Paker’, le Crédac, Ivry-sur-Seine, France
- 2009 ‘Hep Aynı Şarkı’, Akbank Art Center, Istanbul, Turkey
- 2008 ‘Vecd Halleri’, Akbank Art Center, Istanbul, Turkey
- 2007 ‘Documenta-Multitudes-Icone Project, Photo, Cafe Basile (Double Chance)’, Kassel, Germany
- 2007 ‘Radikal Daily Newspaper’s Art Project’, in Istanbul Billboards, Photo, Promenade dans l’installation de Daniel Buren, Istanbul, Turkey
- 2006 ‘Strangers with Angelic Face’, Akbank Art Center, Istanbul, Turkey ‘Strangers with Angelic Face’, Space, London, UK
- 2005 ‘Memory and Imagination’, 7th Biennale of Santiago de Chili, Contemporary Art Museum, Santiago, Chili
- 2005 La biennale de Video de San Paolo, Brazil
- 2005 ‘Unheimlich’, Akbank Art Center, Istanbul, Turkey
- 2005 ‘Unheimlich’, Apollonia Art Exchange Center, Strasbourg, France ‘Contaging with Nature’, Aksanat Cultural Center, Istanbul, Turkey
- 2005 ‘Contemporary Turkish Art Scene’, Kastaeev Museum, Almaty, Kazakistan
- 2004 ‘Cosmopolis 1: Microcosmos X Macrocosmos’, State Museum of Contemporary Art, Thessoloniki, Greece
- 2004 ‘Refrain Odyssea’, Total Museum of Contemporary Art, Seoul, South Korea
- 2004 ‘The Force of LanguageII: Becoming Minor’, Keciburcu, Diyarbakır, Turkey
- 2004 ‘Wonderful Travel Agency’, Borusan Art Center, Istanbul, Turkey
- 2004 ‘Ghost Line’, Akbank Art Center, Istanbul, Turkey
- 2003 ‘The Force of Language’, Keçiburcu, Diyarbakır, Turkey
- 2003 ‘Future Democracy’, Akbank Art Center, Istanbul, Turkey ‘In Between’, Project 4L Museum, Istanbul, Turkey
- 2002 ‘60x60, 60 Years-60 Artists’, Eczacıbaşı Exhibition, TUYAP Art Fair, Istanbul, Turkey
- 2002 ‘Paradoxe in Identity’, 2nd Biennale of Buenos Aires, Argentina
- 2001 ‘Divine Comedy’, Urart Art Gallery, Istanbul, Turkey
- 2001 ‘Sleep’, Mental Klinik Gallery, Istanbul, Turkey
- 2001 ‘Re: Duchamp’, Travelling Exhibition, 7th International Istanbul Bienale, Istanbul, Turkey
- 2000 ‘Transitivity’, The Twin Churches, Magusa, Cyprus
- 2000 ‘Temps et Contretemps’, Industrial Space, Issy Les Moulineaux, Paris, France
- 2000 ‘Charger/décharger’, One Art Space Gallery, Istanbul, Turkey
- 2000 ‘Risky Shadows’, University of Marmara Gallery, Istanbul, Turkey
- 2000 ‘Cleaning Material’, Apartment Project, Istanbul, Turkey
- 2000 2nd Biennale of Gümrü, Gümrü, Armenia

## Publications
- Around Jewish Art: A Dictionary of Painters, Sculptors, Adrian M. Darmon - 2003
- Modell Türkei?: ein Land im Spannungsfeld zwischen, Lydia Haustein - 2006
- Betont werden sollte auch, dass im Jahr 2000 die Künstler Emre Zeytinoglu, Müserref Zeytinoglu, Ani Setyan, Seza Paker an der 2. Gümrü Biennale in Armenien teilnahmen. Damit gingen erstmals Künstler aus der Türkei nach Armenien und …, Les inrockuptibles - Numéros 727 à 736, 2009
- L'occasion pour Ayse Erkmen (photo), Seza Paker et Fusun Onur de présenter des installations in situ, des peintures, un film et une sculpture sonore qui prennent en considération l'inclinaison architecturale de l'espace et la relation du centre …, İstanbul - Numéros 40 à 43, 2002
- Bu apartmanın bir özelliği de Yusuf Taktak, Orhan Taylan, Teoman Madra, İpek Aksüğür Du- ben, Seza Paker, Gülsün Karamustafa gibi sanatçıların atölyelerinin bulunduğu bina olmasıydı. İç avlunun girişinde Seza Paker'in performansı açılış …, Our world of the arts - Numéro 108, 2008
- Söz konusu olan bir düalizim değil monizmdir, James'in verdiği harikulade adlandırmayla "muğlak monizimdir".3 Söz konusu olan lözsel bir ikilik değil, bir tek dünyada sonsuz çoğul Seza Paker bağlantılardır. Bunlar maddenin sürekliliğini …, Art 38 Basel, Samuel Keller, Holger Steinemann - 2007 *Ayse Erkmen Leyla Gediz Yesim Akdenlz Graf Serkan Ozkaya Güclü Öztekin Seza Paker Murat Sahinler Erinc Seymen Evren Tekinoktay Ellf Uras Gallery Information | Galerist was founded in September 2001,  Murat Pilevneli in Istanbul.
- Art/Basel/Miami Beach: The International Art Show, Holger Steinemann - 2009
- Placing Turkey on the Map of Europe, Hakan Yılmaz - 2005
- Halil Altindere, Serkan Ozkaya, Esra Ersen, Emre Zeytinoglu, Seza Paker, Seyma Reisoglu Nalga, Bedri Baykam, Murat Morova, Guven tncirlioglu, Erdag Aksel, and Omer Ulug (who engages in contemporary art although he is of the previous  … Doğu batı: düşünce dergisi - Numéros 37 à 38, 2006
- Benzer bir şekilde Unheimlich (Tekinsiz) sergisinde Seza Paker kendi sırdaş ortamında Selim Turan'ın, Picasso'nun, Boltanski'nin eserlerinin yanında kendi eski fotoğraflarını da aynı fotoğraf yüzeyinde kullanarak, kendisinin dünyasını kendi …, Çağdaş sanat konuşmaları, Levent Çalıkoğlu - 2005
- ... Caddebostan Sanat Galerisi, İstanbul 1998
- “Atina-İstanbul Yüzyüze” (Orhan Taylan ile), Atina 2000
- “Temizlik Malzemeleri” (Seza Paker ile);
- “İstanbul-Atina Yüzyüze 3” (Seza Paker ile);
- “Geçişlilik ve Postmodernizm”, Gümrü Bienali”, Gümrü, …